# Zgromadzenie Republiki Macedonii Północnej
Zgromadzenie Republiki Macedonii Północnej (mac. Собрание на Република Северна Македонија, alb. Kuvendi i Maqedonisë së Veriut) – jednoizbowy parlament Macedonii Północnej, złożony ze 120–123 deputowanych wybieranych na czteroletnią kadencję – w zależności od tego, ilu deputowanych wybierze macedońska diaspora (od 0 do 3). Zgromadzenie wybrane w grudniu 2016 roku składa się ze 120 deputowanych (macedońska diaspora nie wybrała ani jednego deputowanego).
Konstytucja Republiki Macedonii Północnej (RMP) przewiduje, że Zgromadzenie RMP może składać się ze 120–140 deputowanych. Obecna liczba 120–123 deputowanych została ustalona obecnie obowiązującymi przepisami macedońskiego Kodeksu wyborczego.
Wybory odbywają się w sześciu okręgach wyborczych na terenie Macedonii Północnej, w każdym z nich wyłanianych jest 20 deputowanych. Stosuje się ordynację proporcjonalną i listy zamknięte (bez możliwości wskazania przez wyborcę preferowanego kandydata na liście). Głosy są przeliczane na mandaty przy pomocy metody D’Hondta. Kandydaci tej samej płci nie mogą stanowić więcej niż 70% osób na żadnej z list wyborczych. Czynne prawo wyborcze przysługuje obywatelom macedońskim posiadającym pełnię praw publicznych, w wieku co najmniej 18 lat. Kandydaci muszą spełniać te same kryteria, a dodatkowo nie mogą zasiadać w komisjach wyborczych ani odbywać kary pozbawienia wolności, niezależnie od popełnionego czynu. Kandydować nie mogą również m.in. członkowie rządu, urzędnicy zatrudniani przez rząd i parlament oraz sędziowie i prokuratorzy.
Siódmy okręg wyborczy jest dla macedońskiej diaspory i obejmuje cały świat. Obywatele Republiki Macedonii Północnej mieszkający za granicą mogą wybrać maksymalnie trzech dodatkowych deputowanych. Aby wybrać deputowanego z diaspory, kandydat musi zdobyć nie mniej głosów niż minimalna liczba głosów, dzięki której uzyskano mandat w poprzednich wyborach na terenie Macedonii Północnej (w praktyce ok. 7000-8000 głosów). W 2016 roku macedońska diaspora nie wybrała ani jednego deputowanego.
Parlament zbiera się w Pałacu Zgromadzenia (Sobraniska Palata) w Skopju.